# Белжиньская, Кристина
Кристина Бельжинская (пол. Krystyna Bełżyńska), в девичестве Кжижаняк (пол. Krystyna Krzyżaniak; 1 сентября 1916, Позен — 18 сентября 1944, Варшава) — участница Варшавского восстания 1944 года.

## Биография
Родилась в семье банковского служащего Северина Кжижаняка и Зофии Повельской. До войны проживала в Познани, где окончила гимназию имени генерала Яна Замойского, поступила в Познанский университет, где изучала полонистику. Учёбу не закончила в связи с началом войны. Вместе со своим мужем Станиславом Бельжинским (социологом по профессии) и двумя детьми осенью 1939 года выехала из Познани и поселилась в местечке Ниско над Сяном. В 1940—1941 годах её муж был узником концлагеря Освенцим, но вскоре бежал оттуда, и семья перебралась в Сталёву-Волю.
Станислав вступил в Армию Крайову, получив позывной «Крет» (пол. Kret), служил в отряде «Нива» при службе безопасности Кедыв. Кристина, используя своё имя в качестве позывного, также присоединилась к мужу в отряд и приняла участие в некоторых партизанских акциях. 18 мая 1944 года Станислав погиб во время ликвидации силами гестапо отряда «Нива», и Кристина вскоре уехала в Варшаву. Там в качестве стрелка и связной служила в отряде Кедыва Армии Крайовой — роте поручика Романа «Поля» Кизнего. Участвовала как связная в Варшавском восстании в составе боевой группы «Радослав» на линии Воля — Старе-Място — Каналы — Срудмесцье — Гурны-Чернякув.
По одним данным, Кристина погибла 19 сентября 1944; по другим — между 22 и 24 сентября. По официальной версии, это произошло во время форсирования Вислы. Посмертно награждена Крестом Храбрых.
Родители Кристины забрали к себе на воспитание дочерей Кристины — Магду и Эдиту.